# Кавун Олександр Васильович
Олекса́ндр Васи́льович Кавун (1988—2023) — молодший сержант Збройних сил України, учасник російсько-української війни, що відзначився у ході російського вторгнення в Україну. Герой України (2024, посмертно).

## Життєпис
Народився 21 жовтня 1988 в м. Дніпро. Закінчив середню школу 147 м. Дніпра, вищу освіту здобув у Національній металургійній академії України. Займався футболом в місцевій футбольній школі ДЮСШ-12,був кандидатом в майстри спорту. У 2010 році був призваний на строкову службу в Збройних силах України.
З початку російського вторгнення в Україну став до лав Сил оборони України. Служив командиром 2-го розвідувального відділення розвідувального взводу військової частини А7408 128 окремої бригади Сил територіальної оборони. Брав участь у визволенні Харківщини, нагороджений почесною відзнакою Головнокомандувача ЗСУ «Золотий Хрест».
Загинув 13 травня 2023 року в районі с. Новоселівське Сватівського району Луганської області, під час виконання бойового завдання.
Залишились дружина, донька і син.

## Нагороди
- Звання Герой України з удостоєнням ордена «Золота Зірка» (24 лютого 2024, посмертно) — за особисту мужність і героїзм, виявлені у захисті державного суверенітету та територіальної цілісності України, самовіддане служіння Українському народові[3].